# 埃尔基耶
埃尔基耶（義大利語：Erchie），是意大利布林迪西省的一个市镇。总面积44平方公里，人口9011人，人口密度204.8人/平方公里（2009年）。ISTAT代码为074006。